# Koreakivka, Bohuslav
Koreakivka (în ucraineană Коряківка) este un sat în comuna Dmîtrenkî din raionul Bohuslav, regiunea Kiev, Ucraina.

## Demografie
Componența lingvistică a localității Koreakivka
     Ucraineană (100%)
Conform recensământului din 2001, toată populația localității Koreakivka era vorbitoare de ucraineană (100%).